# Джоши, Пуран Чанд
Пуран Чанд Джоши (англ. Puran Chand Joshi; 14 апреля 1907 — 9 ноября 1980) — индийский политик, генеральный секретарь Коммунистической партии Индии в 1936—1948 годах.

## Ранние годы
Родился 14 апреля 1907 года в семье индуистов-браминов в городе Алмора (ныне штат Уттаракханд. Представитель народа кумаони. Сын учителя Харинандана Джоши. Окончил в 1928 году Аллахабадский университет. В 1928—1929 годах был организатором молодёжного коммунистического движения вместе с Джавахарлалом Неру и Юсуфом Мехерали; за свою деятельность арестовывался полицией. Занимал пост генерального секретаря Партии рабочих и крестьян Уттар-Прадеша, образованной в Мееруте в октябре 1928 года.
В 1929 году был арестован как один из подозреваемых в деле о Меерутском заговоре: среди арестованных были такие деятели коммунистического движения Индии, как Шаукат Усмари, Музаффар Ахмад, Шрипад Амрит Данге и Сачинанад Вишну Гхате. Джоши был приговорён к 6 годам ссылки на Андаманские острова, но с учётом его возраста срок ссылки сократили до 3 лет. После освобождения в 1933 году Джоши возобновил свою политическую деятельность в составе Коммунистической партии Индии, а в 1934 году Коммунистическая партия Индии была принята в Третий Интернационал.

## Генеральный секретарь Компартии
В конце 1935 года был арестован секретарь коммунистической партии Сомнатх Лахири, в связи с чем руководство партии сменилось: генеральным секретарём стал Джоши, занимая этот пост до 1948 года. На это время пришёлся рост числа сторонников левого движения: в 1934—1938 годах британские власти запрещали любые коммунистические организации и выступления. В феврале 1938 года в Бомбее начала выходить газета «National Front» (англ. Национальный фронт), официальная газета Коммунистической партии, главным редактором которой был Джоши.
В 1939 году деятельность Коммунистической партии снова была запрещена британскими властями за антивоенную пропаганду. Однако в 1941 году после нападения Германии на СССР Коммунистическая партия Индии заявила о том, что природа разразившейся в мире войны изменилась, и теперь её следует рассматривать как войну народов против фашизма.
23 июля 1942 года британские власти сняли запрет на деятельность Коммунистической партии Индии. В мае 1943 года в Бомбее состоялся её первый съезд, на котором со своей речью выступил Джоши. Среди гостей съезда были и многие люди, не состоявшие в рядах коммунистов. Конгресс рассматривался более как культурное событие, чем политическое. Будучи сторонником мирных манифестаций, Джоши также занимался обучением вооружённых отрядов, которые устраивали антибританские выступления и после окончания Второй мировой войны.

## Исключение и реабилитация
Когда Индия уже была признана независимым от Великобритании государством, после 2-го съезда Компартии, состоявшегося с февраля по март 1948 года в Калькутте, была принята политика разоружения вооружённых отрядов коммунистов. Джоши выступал за объединение с Индийским национальным конгрессом под руководством Джавахарлалом Неру. На съезде он подвергся активной критике и не только был снят с поста генерального секретаря — 27 января 1949 года его отстранили от деятельности, а в декабре исключили. Восстановление Джоши в рядах партии произошло только 1 июня 1951 года: он занял пост периодического издания «New Age» (англ. Новый век). В 1964 году он остался в рядах партии, несмотря на раскол на три группировки (формально Джоши был в рядах «правого» крыла партии, как и Шрипад Амрит Данге). Несмотря на его выступление на 7-м съезде партии по поводу действовавшей политики, он так и не смог снова занять какую-либо высокопоставленную должность.
До конца своих дней он занимался больше научными исследованиями в университете Джавахарлала Неру, создавая архив, посвящённый истории индийского коммунистического движения. Скончался 9 ноября 1980 года в Дели.

## Личная жизнь
В 1943 году Джоши женился на революционерке Калпане Датте, которая участвовала в налёте на арсенал в Читтагонге. У них родились сыновья Чанд и Сурадж. Чанд Джоши (1946—2000) работал в газете Hindustan Times и опубликовал книгу «Биндравал: миф и реальность» (англ. Bhindranwale: Myth and Reality). Его вторая супруга Манини (урождённая Чаттерджи, р. 1961) известна по работе в калькуттской газете «The Telegraph» и по книге «Сделать и умереть: Читтагонгское восстание 1930—34» (англ. Do and Die: The Chittagong Uprising 1930-34), посвящённой налёту на арсенал в Читтагонге (опубликована в 1999 году).